# 薩爾弗斯普林斯 (阿肯色州約翰遜縣)
薩爾弗斯普林斯（英語：Sulphur Springs）是位於美國阿肯色州約翰遜縣的一個非建制地區。該地的面積和人口皆未知。

## 地理
薩爾弗斯普林斯的座標為35°28′39″N 93°33′51″W / 35.47750°N 93.56417°W，而該地的平均海拔高度為151米（即495英尺）。